# Texas Panhandle (film)
Texas Panhandle è un film del 1945 diretto da Ray Nazarro.
È un western statunitense ambientato nel 1890 con Charles Starrett, Tex Harding e Dub Taylor.
Fa parte della serie di film western della Columbia incentrati sul personaggio di Durango Kid.

## Produzione
Il film, diretto da Ray Nazarro su una sceneggiatura di Ed Earl Repp, fu prodotto da Colbert Clark per la Columbia Pictures e girato nell'Iverson Ranch a Chatsworth, Los Angeles, California, dal 30 aprile al 9 maggio 1945.

## Distribuzione
Il film fu distribuito negli Stati Uniti dal 20 dicembre 1945 al cinema dalla Columbia Pictures. È stato distribuito anche in Brasile con il titolo Terra de Ninguém.

## Promozione
Le tagline sono:
- FEARED BY EVERY OUTLAW IN THE WEST! IDOLIZED BY EVERY COWBOY ON THE RANGE!
- THE DURANGO KID rides again...and the screen echoes to the roar of barking guns...and blazing rhythms!
- The Durango Kid uncovers a fortune in stolen gold... to the tune of roaring rhythm!